# Charles Clairville
Charles Clairville, né le 27 novembre 1855 à Paris où il est mort le 26 mars 1918, est un dramaturge français.

## Biographie
Neveu du librettiste Clairville, celui-ci a repris la tradition de son oncle mort deux ans avant ses propres débuts en 1881.
Sa première pièce, une parodie : Oh ! Nana ! (avec Depré a été créée aux Nouveautés. Sa deuxième œuvre Madame Boniface, musique de Paul Lacôme, représentée aux Bouffes-Parisiens, a été reprise l’autre saison à l’Apollo.
Il a écrit un certain nombre de livrets d’opérettes pour Léopold Wenzel, Raoul Pugno, Alphonse Varney, Victor Roger, Léon Vasseur, Louis Gregh, André Messager, Edmond Audran, Gaston Serpette, Charles Lecocq.
Il a collaboré avec Paul Ferrier, Gaston Jollivet, Ernest Depré, Georges Boyer, Adrien Vély, André Sylvane, Achille Moch (d), Albert Millaud, Benédite, Valleir…
Son œuvre important comprend des comédies, des vaudevilles, des revues, des fantaisies, des monologues.

## Réception
« C’était un homme spirituel, formé à l’école des meilleurs librettistes. »

## Livrets
- Froufrous et culottes rouges.
- Héloïse et Abélard, 1872.
- Rothomago !
- Madame Boniface.
- Les Cent Vierges, 1893.
- Mon prince
- Ninette.
- La Dame de trèfle